# 121232 Церін
121232 Церін (121232 Zerin) — астероїд головного поясу, відкритий 11 вересня 1999 року.
Тіссеранів параметр щодо Юпітера — 3,312.